# Nguyễn Hữu Thể
Nguyễn Hữu Thể (sinh năm 1959) là một chính khách Việt Nam. Ông nguyên là Ủy viên Ban Thường vụ Tỉnh ủy, nguyên Phó Chủ tịch Ủy ban nhân dân tỉnh Lào Cai khóa XV, nhiệm kỳ 2016–2021.

## Lý lịch và học vấn
Nguyễn Hữu Thể sinh ngày 6 tháng 2 năm 1959, quê quán xã Quảng Lạc, huyện Nho Quan, tỉnh Ninh Bình.
Trình độ học vấn:
- Giáo dục phổ thông: 10/10;
- Chuyên môn: Kỹ sư nông nghiệp
- Lý luận chính trị: Cử nhân;

## Sự nghiệp
Từ 8/1978 - 1/1980: Công nhân nông trường chè Thanh Bình, Mường Khương.
Từ 2/1980 - 3/1982: Học viên Trường Đoàn thanh niên Bắc Thái.
Từ 4/1982 - 3/1983: Cán bộ Huyện Đoàn Mường Khương.
Từ 4/1983 - 11/1986: Cán bộ, Bí thư Đoàn nông trường chè Thanh Bình, Mường Khương.
Từ 12/1986 - 11/1988: Ủy viên Ban Thường vụ Huyện ủy, Bí thư Huyện đoàn Mường Khương.
Từ 12/1988 - 4/1992: Ủy viên Ban Thường vụ Huyện ủy, Trưởng ban Tổ chức Huyện ủy Mường Khương.
Từ 5/1992 - 7/1995: Cán bộ Văn phòng Tỉnh ủy Lào Cai.
Từ 8/1995 - 3/2001: Phó Trưởng ban Tổ chức Tỉnh ủy Lào Cai.
Từ 4/2001 - 7/2005: Ủy viên Ủy ban nhân dân tỉnh, Giám đốc Sở Nội vụ kiêm Phó trưởng Ban Tổ chức Tỉnh ủy.
Từ 8/2005 - 9/2005: Chuyên viên chính Huyện ủy Bát Xát, Lào Cai.
Từ 10/2005 - 4/2009: Tỉnh ủy viên, Bí thư Huyện ủy Bát Xát.
Từ 5/2009 - 5/2010: Tỉnh ủy viên, Bí thư Huyện ủy, Chủ tịch Ủy ban nhân dân huyện Bát Xát.
Từ 6/2010 - 9/2010: Ủy viên Ban Thường vụ Thành ủy Lào Cai.
Từ 9/2010 - 12/2014: Ủy viên Ban Thường vụ Tỉnh ủy, Bí thư Thành ủy Lào Cai.
Từ 01/2015 - 9/2015: Ủy viên Ban Thường vụ Tỉnh ủy, Chủ nhiệm Ủy ban Kiểm tra Tỉnh ủy khóa XIV, nhiệm kỳ 2010 - 2015.
Ngày 10/12/2015, tại kỳ họp thứ 15, Hội đồng nhân dân tỉnh khóa XIV nhiệm kỳ 2011 – 2016, ông Nguyễn Hữu Thể, Ủy viên Ban Thường vụ Tỉnh ủy, được bầu giữ chức vụ Phó Chủ tịch Ủy ban nhân dân tỉnh.
Ngày 21/6/2016, tại kỳ họp thứ nhất, Hội đồng nhân dân tỉnh Lào Cai đã bầu Nguyễn Hữu Thể tiếp tục giữ chức vụ Phó Chủ tịch Ủy ban nhân dân tỉnh Lào Cai khóa XV, nhiệm kỳ 2016-2021.